# NGC 1066
NGC 1066 este o galaxie seyfert de tip 2⁠(d) situată în constelația Triunghiul. A fost descoperită în 12 septembrie 1784 de către William Herschel. Se află la o distanță de 63 de megaparseci de Pământ.